# فريتز لينر
فريتز لينر (بالألمانية: Fritz Lehner)‏ (و. 1948  م) هو مؤلف، وكاتب، ومخرج أفلام، وكاتب سيناريو نمساوي.

## وصلات خارجية
- فريتز لينر على موقع IMDb (الإنجليزية)
- فريتز لينر على موقع مونزينجر (الألمانية)
- فريتز لينر على موقع ألو سيني (الفرنسية)
- فريتز لينر على موقع قاعدة بيانات الأفلام السويدية (السويدية)
- فريتز لينر على موقع قاعدة بيانات الفيلم (الإنجليزية)
- فريتز لينر على موقع كينوبويسك (الروسية)

- فريتز لينر في قاعدة بيانات الأفلام على الإنترنت